# Колганова, Ада Ароновна
Ада Ароновна Колганова (род. 1 мая 1946, Минск, БССР, СССР) — литературовед, библиограф, книговед, заслуженный работник культуры РФ (1998), кандидат филологических наук, директор Российской государственной библиотеки искусств (РГБИ) с 2001 года.

## Биография
После окончания с отличием в 1969 году филологического факультета Белорусского государственного университета стала научным сотрудником Государственного музея истории Великой Отечественной войны в Минске. Переехав в Москву, поступила на работу в Государственную библиотеку СССР им. В.И. Ленина, где сначала заведовала группой подготовки библиографических указателей, затем – сектором литературы на языках народов СССР. А.А. Колганова явилась руководителем и основным составителем 8-томного издания «Указатель заглавий произведений художественной литературы, 1801–1975».
Предметом многолетних научных интересов А.А. Колгановой стали исследования на стыке литературоведения и книговедения: проблемы художественной интерпретации, заимствования сюжетов и образов, озаглавливания художественных произведений. В 1981 году защитила кандидатскую диссертацию по проблеме жанра романа начала XX века. По ее инициативе в период перестройки в Москве при ГБЛ (Государственная библиотека им. В.И. Ленина) было создано первое библиотечное объединение – Клуб национальной книги.
В 1991 году А.А. Колганова была приглашена на работу в Государственную центральную театральную библиотеку (как тогда называлась РГБИ) на должность первого заместителя директора библиотеки. С 2001 года является директором РГБИ.
За это время А.А. Колганова реализовала главную задачу: преобразование ведомственной театральной библиотеки в современную публичную федеральную библиотеку.
Благодаря усилиям А.А. Колгановой была начата информатизация библиотеки, генерация электронного каталога и специализированных баз данных по искусству, проведено конвертирование уникального предметного каталога в цифровой формат. Произошла принципиальная перестройка библиотеки: переход основных библиотечных процессов на современный технический уровень, бережная реконструкция, техническое оснащение помещений, расположенных в историческом здании, которое занимает РГБИ.
А.А. Колганова организовала издательскую деятельность, создала систему методических семинаров, просветительских выставок и лекций для региональных, вузовских, музейных и других библиотек, экспозиций из фондов РГБИ для демонстрации в стране и за рубежом.
А.А. Колганова – автор оригинального проекта «Музей читателя», ежегодные экспозиции которого показывают роль РГБИ в воспроизводстве культурных ценностей, вклад библиотеки в создание большого количества кино-, театральных-, изобразительных проектов.
А.А. Колганова является инициатором и основным организатором регулярных научных чтений «Театральная книга между прошлым и будущим», посвященных театральной книге как источнику по истории театра, которые проходят в РГБИ с 1995 года, а также с 1995 года – научных конференций «Национальный театр в контексте многонациональной культуры» (Михоэлсовские чтения). Бессменный главный составитель и редактор сборников докладов и сообщений, изданных по материалам этих научных мероприятий, открывающим неизвестные страницы истории культуры.
А.А. Колганова – автор около 300 публикаций, в том числе трех книг, составитель научных сборников и сборника «Менора. Еврейские мотивы в русской поэзии» и редактор воспоминаний своей матери, узницы фашизма Б. Маломед «Выжить – подвиг».

## Научные работы
Основные научные работы посвящены истории драматургии и литературы, книговедению. Автор свыше 200 научных работ.

## Награды и звания
- Орден «За заслуги в культуре и искусстве» (10 июля 2023 года) — за большой вклад в развитие отечественной культуры и искусства, многолетнюю плодотворную творческую деятельность[1].
- Заслуженный работник культуры Российской Федерации (28 декабря 1998 года) — за заслуги в области культуры и многолетнюю плодотворную работу[2].